# 대한민국 여권
대한민국 여권(大韓民國 旅券, 영어: Republic of Korea passport)은 대한민국 국적의 국민이 해외 여행 시 신분 증명에 필요한 여권이다. 다른 모든 국가의 여권과 같이 이름, 생년월일 등의 기본적인 신분 확인 정보가 기록되어 있으며 발급은 대한민국 외교부가 담당한다.
2021년 헨리 여권 지수(Henley Passport Index)에서 세계 2위권으로 190개의 국가에 무비자 입국이 가능한 것으로 조사되었다. 이와 더불어 모든 G8 국가와 유럽 국가, 모든 유엔 안전 보장 이사회 상임이사국에 무비자로 입국할 수 있는 여권 중 하나이기도 하다.

## 종류
- 일반여권: 일반 국민들에게 발급된다. 유효 기간은 1년, 5년, 10년이다.
- 관용여권: 국가 기관에 소속된 자 및 일부 공무원에게 발급된다.
- 외교관여권: 외교관으로서 해외에 공무상 방문하는 경우 발급된다.

## 역사

### 부착식 여권

#### 1994년 여권

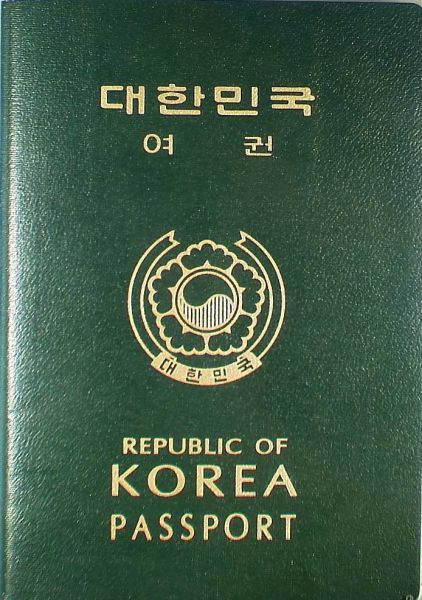
1994년 일반여권
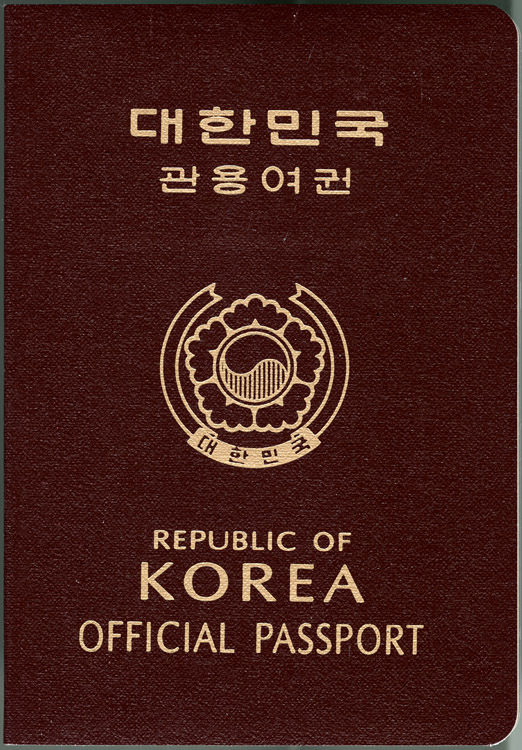
1994년 관용여권
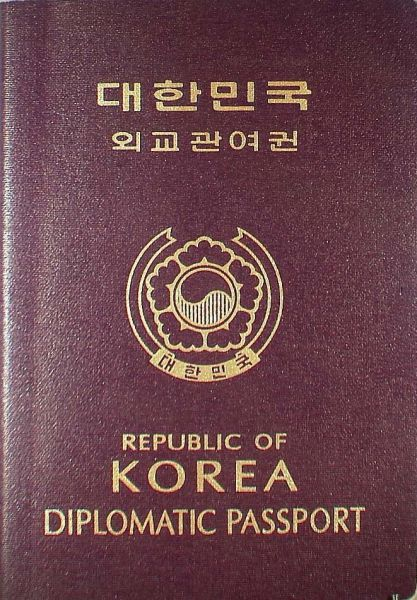
1994년 외교관여권

#### 2005년 여권

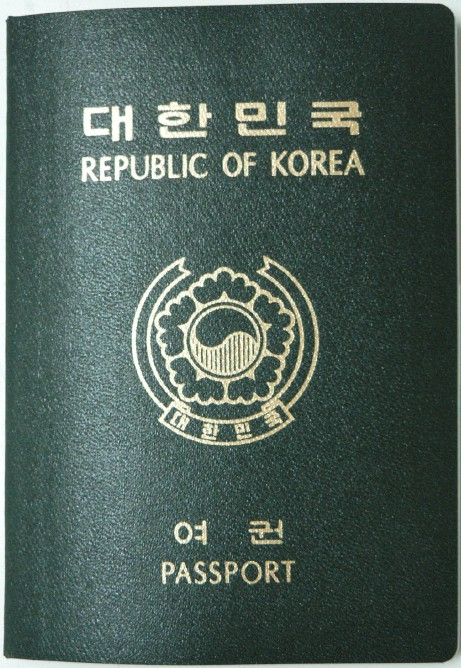
2005년 일반여권
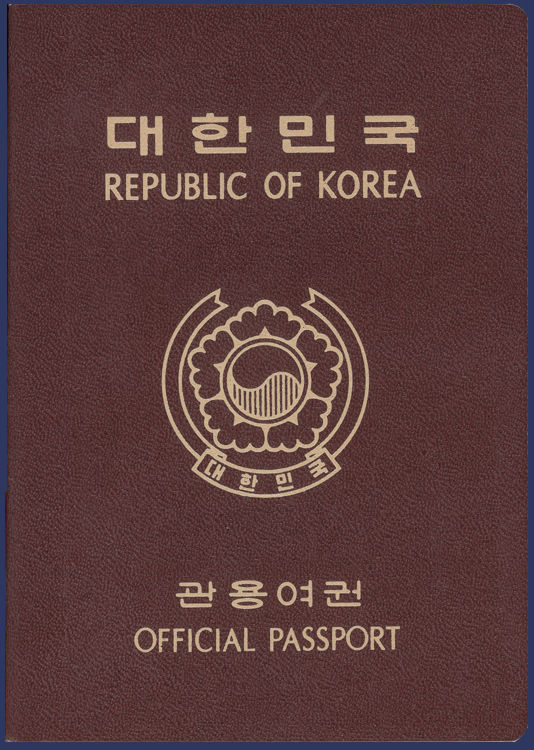
2005년 관용여권
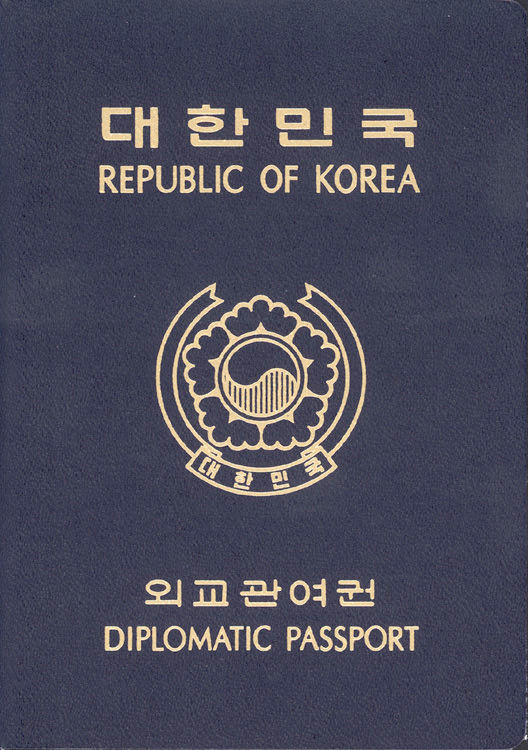
2005년 외교관여권

### 전자식 여권 도입

#### 2008년 여권

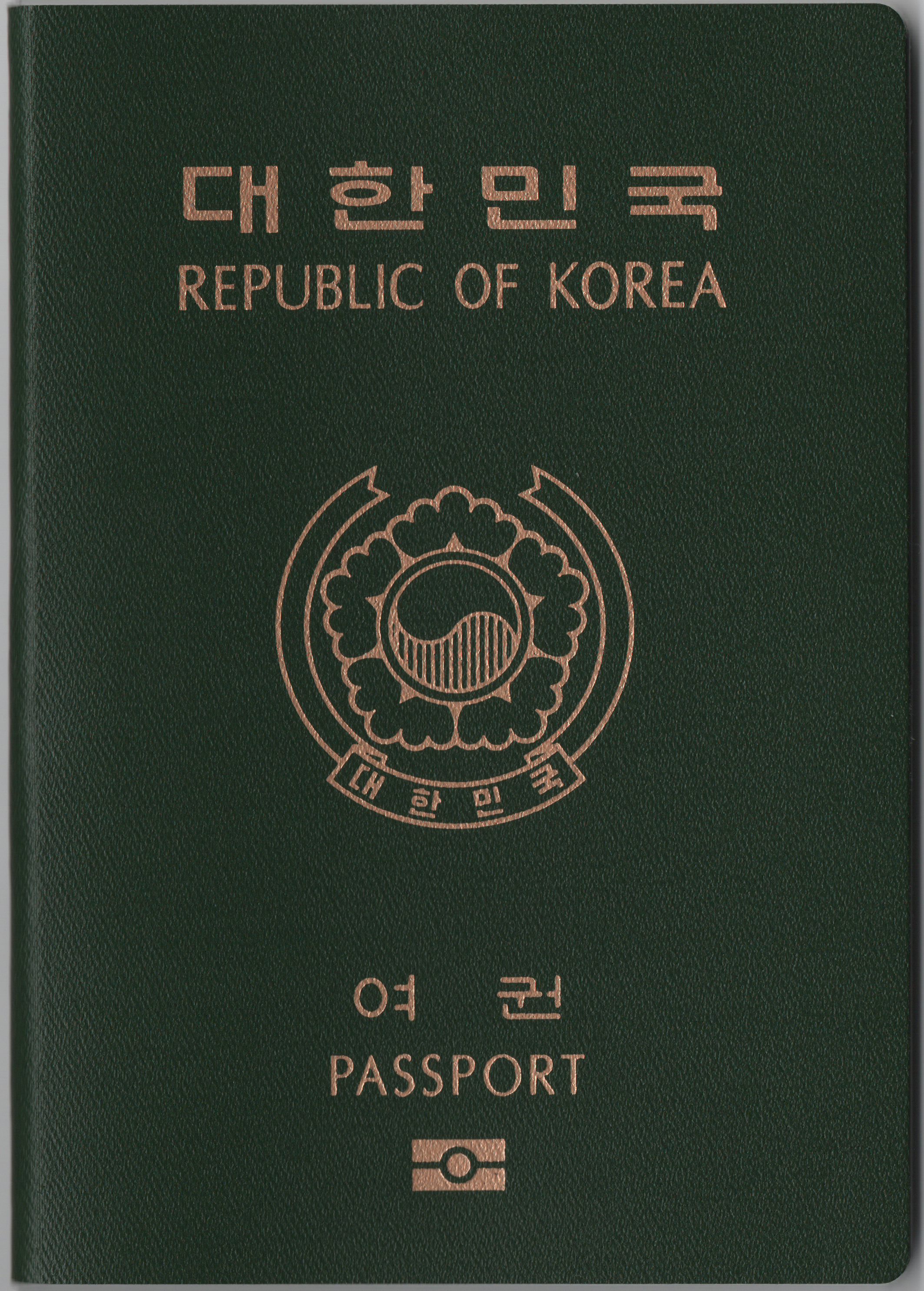
2008년 일반여권
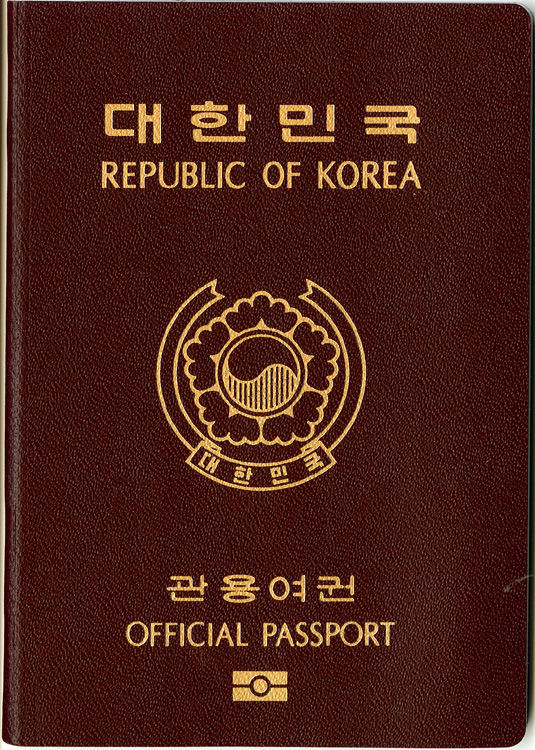
2008년 관용여권
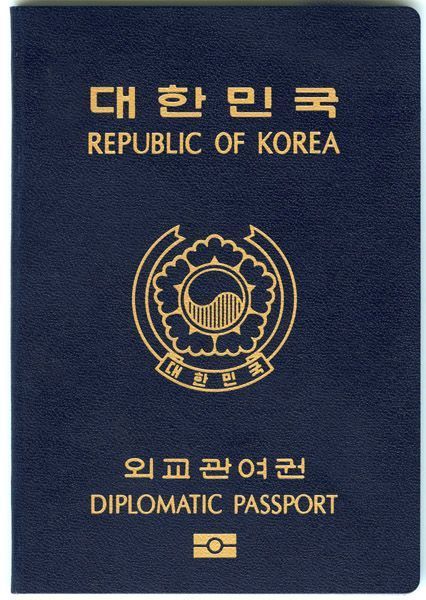
2008년 외교관여권

국제민간항공기구(ICAO)의 권고에 의해 2008년 하반기부터는 소지자의 지문 등 생체 정보를 담은 집적 회로(IC) 칩을 여권에 넣은 전자여권을 도입할 계획으로 2007년 7월부터 문화관광부와 외교통상부가 민·관 합동으로 '여권디자인개선추진위원회'를 설립하여 새 전자여권의 디자인을 공모해 우수작을 발표하기도 했다. 그러나 이 새로 선정된 디자인은 기술적인 문제 등으로 인해 사용하지 못하게 되었다. 전자여권은 관용 여권과 외교관 여권을 시작으로 2008년 8월부터 발급되었다. 새 디자인의 여권은 2021년 12월 21일부터 발급된다.

### 차세대 전자여권 도입

#### 2021년 여권

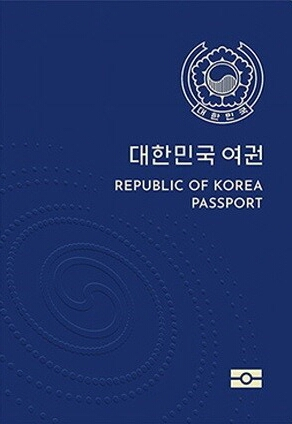
일반여권
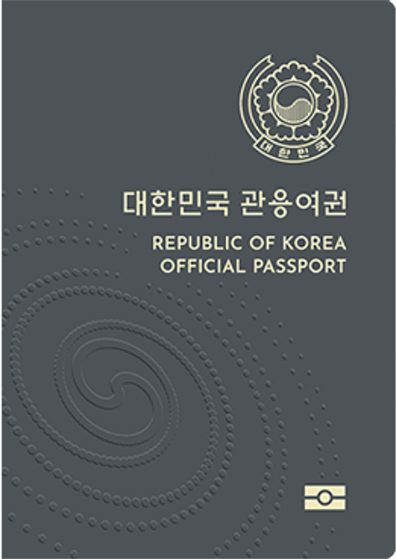
관용여권
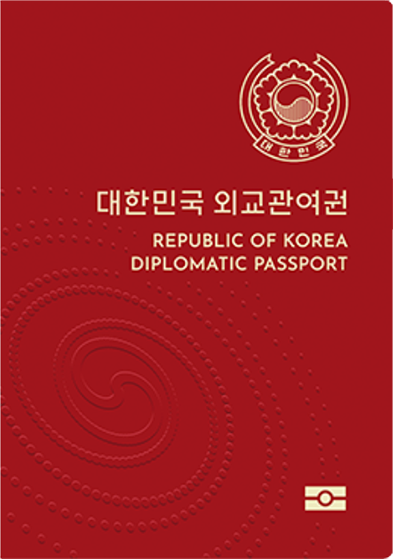
외교관여권

보안성 강화를 위해 폴리카보네이트 재질이 사용되고 '여권디자인 공모전' 당선작에 정책 여론 조사를 반영하여 일반/관용/외교관 여권을 구분하고 좌측 하단에 태극 문양을, 우측 상단에 대한민국의 문장을 양각으로 새겼다. 2021년부터 발급된 신형 여권 표지의 색깔은 일반 여권은 파란색, 관용 여권은 회색, 외교관 여권은 빨간색이다.

### 코로나19의 유행에 따른 여권 파워 변동
코로나19 범유행으로 인하여 2020년 6월 25일 기준 입국 가능한 국가가 166개국에서 92개국이 줄어들어 79개가 되었다. 91개국이 줄어든 싱가포르 여권과 일본 여권, 캐나다 여권보다 더 많은 수이고, 전 세계에서 가장 입국 가능한 국가 수가 많이 줄어든 여권이 되었으며, 세계 19위로 하락하였다. 당시 대한민국 여권의 '여권 파워'가 강했다는 것의 반증이 되곤 한다.
이후 질병 범유행이 어느 정도 소강 상태가 되어 2020년 10월 5일 기준, 뉴질랜드가 129개국을 무비자로 입국할 수 있게 되어 전 세계 여권 파워 1위를 차지했으며, 그 다음으로 대한민국, 독일, 오스트리아, 룩셈부르크, 스위스, 아일랜드, 일본, 호주가 128개국으로 공동 2위를 차지했다.
백신 보급이 본격적으로 시작되었고, 몇몇 나라들은 코로나19를 극복해 냈고 많은 나라들이 회복기에 접어든 2021년 6월 20일 기준, 대한민국의 여권 파워는 노르웨이 여권, 룩셈부르크 여권, 몰타 여권, 슬로바키아 여권, 슬로베니아 여권, 폴란드 여권과 함께 공동 5위로 집계되었다. 그러나 브루나이, 오스트리아, 일본. 카메룬, 캐나다, 호주 등 대한민국 내 코로나19로 인해 입국 금지를 당한 나라가 다수 존재하였으나, 2023년 현재 기준 입국 금지는 대부분 국가에서 해제되었다. 

## 여권 구성

여권 앞표지에는 대한민국 국장이 인쇄되어 있다.

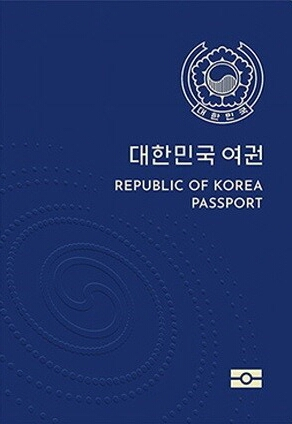
2021년 발행된 대한민국 여권

앞표지 우측 상단에는 대한민국 국장이 인쇄되어 있고, 그 밑에는 '대한민국 여권', 가운데에 영어로 REPUBLIC OF KOREA PASSPORT가 적혀 있다.

### 신상 명세 표시
- 여권 소지자의 사진

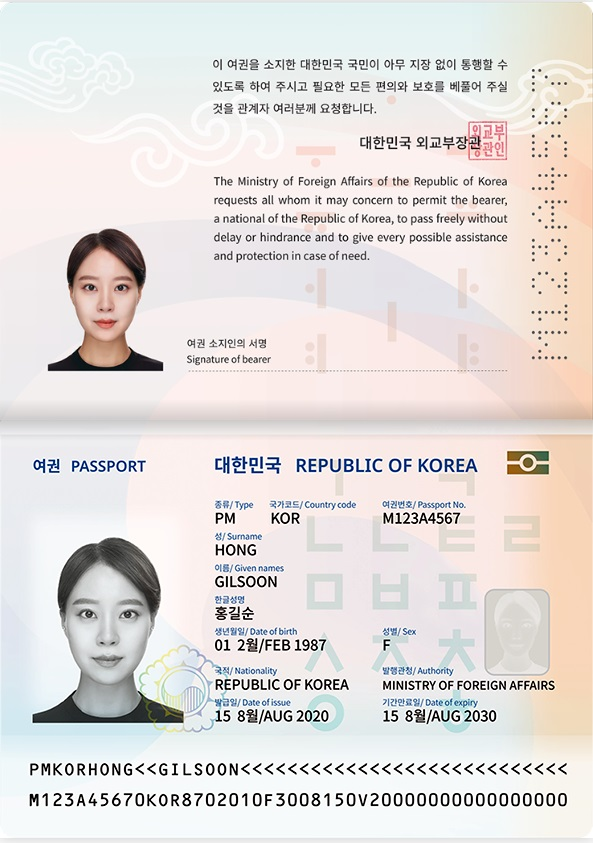
여권 신상 명세 표지

- 종류 / Type: P는 여권(passport)을 뜻하고, 뒤에 M(복수여권), S(단수여권), O(관용여권), D(외교관여권) 중 하나가 붙는다.
- 국가코드 / Country code: KOR
- 여권번호 / Passport No.
- 성 / Surname
- 이름 / Given names
- 한글 성명
- 생년월일 / Date of birth
- 성별 / Sex
- 국적 / Nationality: REPUBLIC OF KOREA (대한민국)
- 발행 관청 / Authority: MINISTRY OF FOREIGN AFFAIRS (외교부)
- 발급일 / Date of issue
- 기간만료일 / Date of expiry

### 요청 페이지
대한민국 여권의 요청 페이지(request page)는 1면이며, 다음과 같이 구성되어 있다. 2013년 정부 조직 개편에 따라 주무 부처인 외교통상부가 외교부라는 명칭으로 변경되었다. 그러나 명칭 변경에 따른 비용이 약 150억 원에 이르는 것으로 추산되어, '외교통상부'의 명칭으로 이미 발행된 여권은 유효 기간 만료 시까지 유효하며, 재고로 남아 있던 여권 용지와 여권 발급 신청서는 재고 소진 시까지 여권법 시행령 부칙에 따라 계속해서 사용한다.

이 여권을 소지한 대한민국 국민이 아무 지장 없이 통행할 수 있도록 하여 주시고 필요한 모든 편의와 보호를 베풀어 주실 것을 관계자 여러분께 요청합니다.
대한민국 외교부장관
The Ministry of Foreign Affairs of the Republic of Korea requests all whom it may concern to permit the bearer, a national of the Republic of Korea, to pass freely without delay or hindrance and to provide every possible assistance and protection in case of need.

## 조선민주주의인민공화국지역 방문
대한민국 헌법에 따르면 한반도 북부는 대한민국 영토의 일부분이며, 또한 남북교류협력에 관한 법률 제12조 “남한과 북한 간의 거래는 국가 간의 거래가 아닌 민족내부의 거래로 본다.”에 의거하여 남북 간 왕래는 '국제 여행'에 해당하지 않는다. 조선민주주의인민공화국 또한 대한민국을 국가로 인정하지 않으므로 대한민국의 여권을 인정하지 않고 있다. 따라서 대한민국 여권을 가지고 일반인이 조선민주주의인민공화국을 직접 여행할 수 없다. 또한 조선민주주의인민공화국 경유로 대한민국에 입국하거나, 그 반대의 경유도 불가능하다. 조선민주주의인민공화국의 국민도 조선민주주의인민공화국의 여권으로 대한민국을 방문할 수 없다. 북한 지역을 방문하려는 대한민국 국민은 조선민주주의인민공화국 내각 또는 초청 단체의 사전 초청과 대한민국 통일부의 사전 승인이 필요하며, 대한민국 통일부 장관이 발급하는 방문증명서를 발급받고 소지하여야 한다. 방문증명서는 유효 기간을 정하여, 단수방문증명서와 복수방문증명서 두 가지로 나뉜다. 방문증명서를 소지하고 있는 사람은 남한에서 북한으로 직접 방문이 가능하고, 외국을 거쳐서 갈 시에는 베이징시 등에 있는 조선민주주의인민공화국 대사관 영사부나 영사관에서 별도의 사증을 받고 항공 또는 철도로 방문해야 한다. 해양으로 방문하는 것도 가능하다. 사증은 별지에 발급된다.
1998년부터 금강산관광지구, 개성공업지구에 대한 대한민국 국민의 무사증 입국이 허락되었다. 대한민국 통일부의 사전 승인이 필요하며, 방문 시 제공되는 관광증이 여권 및 사증의 역할을 모두 수행한다. 관광증은 조선민주주의인민공화국을 벗어나기 전 제출되어야 한다.

## 로마자 성명 표기
기본적으로 대한민국 가족관계등록부에 등록된 한글 성명을 로마자로 표기하도록 하고 있다. 대한민국의 현행 어문 규범인 국어의 로마자 표기법은 강제 사항이 아니다.
2005년 이전에는 성을 제외한 이름의 음절 구분을 공백으로 하는 것이 원칙이었다(예: 홍길동 → HONG, GIL DONG). 하지만 이로 인해 대한민국 밖에서 두 번째 음절이 미들 네임(middle name)으로 오인되는 경우가 많았고(예: Gil Dong Hong → Gil D. Hong 또는 Gil Hong), 실제로 돌림자가 앞에 있는 형제자매나 전혀 무관한 타인과 혼동되는 문제도 생겼다. 그래서 대한민국 외교부는 2005년부터는 이름을 붙여 쓰는 것을 원칙으로 하도록 바꾸었다(예: 홍길동 → HONG, GILDONG).
실제로 대한민국 외교부는 미들 네임 문제를 직접 언급하며 성을 제외한 이름을 GILDONG과 같이 붙여서 쓰라고 한 바 있다.

Q: 이름을 한 글자씩 띄어서 로마자로 표기했더니 해외에서는 중간 이름(미들네임)으로 인식되어 불편합니다. 붙여 쓰기로 변경할 수 있나요?
A: 1회에 한해 붙여 쓰도록 변경할 수 있습니다.
성을 제외한 이름은 각 글자를 붙여 쓰는 것을 원칙으로 하되, 글자 사이에 붙임표(-)를 넣을 수 있습니다. 이름의 글자를 띄어 쓰면 외국에서 중간 이름으로 인식되므로 될 수 있으면 붙여서 사용하시기 바랍니다.

### 비자 현황 지도

대한민국의 국민을 위한 비자 요건
대한민국
방문증명서 필요
사증 면제 / ESTA / ETA / eVisitor
도착 비자
전자 비자
도착 비자, 전자 비자 모두 가능
사증 필요
대한민국 외교부가 지정한 여행 금지 국가 및 지역

## 사증 면제 현황
다음은 현재의 사증 면제 현황이다.

### 사증 면제 국가/지역
속령이나 대한민국에서 국가로 인정하지 않는 지역은 이탤릭으로 표기하였다.
| - 남아메리카 - 가이아나 (30일) - 베네수엘라 - 브라질 - 수리남 - 아르헨티나 - 에콰도르 - 우루과이 - 칠레 - 콜롬비아 - 파라과이 (30일) - 페루 - 포클랜드 제도 (30일) - 프랑스령 기아나 - 북아메리카 - 미국 - 과테말라 - 그레나다 - 니카라과 - 도미니카 공화국 - 도미니카 연방 - 멕시코 (180일) - 미국령 버진아일랜드 - 바베이도스 - 바하마 - 버뮤다 - 벨리즈 - 세인트루시아 (42일) - 세인트빈센트 그레나딘 - 세인트키츠 네비스 - 아이티 - 앤티가 바부다 (180일) - 엘살바도르 - 영국령 버진아일랜드 - 온두라스 - 자메이카 - 캐나다 (180일) - 코스타리카 - 트리니다드 토바고 - 파나마 | - 아프리카 - 남아프리카 공화국 (30일) - 레소토 (60일) - 레위니옹 - 마요트 - 모로코 - 모리셔스 - 보츠와나 - 상투메 프린시페 (15일) - 세네갈 - 세인트헬레나 - 에스와티니 (30일) - 잠비아 - 튀니지 | - 아시아 - 라오스 - 마카오 - 말레이시아 - 몽골 (90일, 2024년 12월 31까지) - 베트남 (15일) - 브루나이 (30일) - 싱가포르 - 아랍에미리트 - 오만 (14일) - 우즈베키스탄 (30일) - 이스라엘 - 일본 - 중화민국 - 중화인민공화국 (30일, 2025년 12월 31일까지) - 카자흐스탄 (30일) - 카타르 (30일) - 키르기스스탄 (60일) - 타지키스탄 (30일) - 태국 - 튀르키예 - 필리핀 (30일) - 홍콩 | - 오세아니아 - 괌 (45일) - 누벨칼레도니 - 뉴질랜드 - 니우에 (30일) - 미크로네시아 연방 (30일) - 북마리아나 제도 (45일) - 바누아투 (30일) - 사모아 (60일) - 아메리칸사모아 - 오스트레일리아 - 쿡 제도 (30일) - 키리바시 (30일) - 프랑스령 폴리네시아 - 피지 (120일) | - 유럽 - 솅겐 협정 - 그리스 - 네덜란드 - 노르웨이 - 덴마크 - 독일 - 라트비아 - 루마니아 - 룩셈부르크 - 리투아니아 - 리히텐슈타인 - 몰타 - 불가리아 - 벨기에 - 스페인 - 스웨덴 - 스위스 - 슬로바키아 - 슬로베니아 - 아이슬란드 - 에스토니아 - 오스트리아 - 이탈리아 - 체코 - 크로아티아 - 포르투갈 - 폴란드 - 프랑스 - 핀란드 - 헝가리 - 러시아 (60일) - 바티칸 시국 - 모나코 - 몬테네그로 - 몰도바 - 벨라루스 (30일) - 보스니아 헤르체고비나 - 세르비아 - 아르메니아 (180일) - 아일랜드 - 안도라 - 알바니아 - 영국 (180일) - 조지아 (360일) - 키프로스 |

### 도착 사증 국가/지역
| - 남아메리카 - 볼리비아 - 쿠바 (관광 카드) | - 아프리카 - 기니비사우 - 나미비아 - 르완다 - 마다가스카르 - 모리타니 - 모잠비크 - 베냉 - 부르키나파소 - 세이셸 - 시에라리온 - 이집트 - 짐바브웨 - 카보베르데 - 코모로 - 탄자니아 - 토고 | - 아시아 - 네팔 - 동티모르 - 레바논 (무료) - 바레인 - 방글라데시 - 사우디아라비아 - 스리랑카 - 아제르바이잔 - 요르단 - 인도 - 인도네시아 - 캄보디아 - 쿠웨이트 | - 오세아니아 - 마셜 제도 - 솔로몬 제도 - 통가 (무료) - 투발루 (무료) - 파푸아뉴기니 - 팔라우 (무료) |

### 전자 사증 국가/지역
| - 아프리카 - 가봉 - 기니 - 나이지리아 - 남수단 - 말라위 - 부르키나파소 - 앙골라 - 에티오피아 - 우간다 - 적도기니 - 카메룬 - 케냐 - 코트디부아르 - 콩고 민주 공화국 | - 아시아 - 미얀마 - 부탄 - 이란 - 파키스탄 | - 오세아니아 - 파푸아뉴기니 |

### 사증 필요 국가/지역
| - 북아메리카 - 케이맨 제도 | - 아프리카 - 가나 - 감비아 - 니제르 - 라이베리아 - 말리 - 알제리 - 에리트레아 - 중앙아프리카공화국 - 차드 - 콩고 공화국 | - 아시아 - 중화인민공화국 - 투르크메니스탄 | - 오세아니아 - 나우루 |

### 대한민국 여권 사용 불가 지역
이 지역은 대한민국 여권법에 의하여 대한민국 여권의 사용이 불가한 지역이다. 즉 대한민국 국적자는 이 지역에 특별 허가 없이 방문할 수 없다.
| - 아시아 - 조선민주주의인민공화국 - 시리아 - 아프가니스탄 - 예멘 - 이라크 | - 아프리카 - 리비아 - 소말리아 - 수단 | - 유럽 - 우크라이나 |

## 같이 보기
- 대한민국 국민의 무비자입국 가능국가
- 대한민국의 비자 정책
- 미국 국민의 무비자입국 가능국가
- 미국의 비자 정책
- 일본 국민의 무비자입국 가능국가
- 일본의 비자 정책